# Tour de France Automobile 1973
Tour de France Automobile 1973 (18. Tour de France Automobile) – 18. edycja rajdu samochodowego Tour de France Automobilen rozgrywanego we Francji. Rozgrywany był od 14 do 24 września 1973 roku. Była to osiemnasta runda Rajdowych Mistrzostw Europy w roku 1973.

## Klasyfikacja rajdu
| Miejsce                      | Kierowca                     | Pilot                        | Samochód                     | Czas                         | Strata                       |                              |
| Klasyfikacja generalna i ERC | Klasyfikacja generalna i ERC | Klasyfikacja generalna i ERC | Klasyfikacja generalna i ERC | Klasyfikacja generalna i ERC | Klasyfikacja generalna i ERC | Klasyfikacja generalna i ERC |
| ---------------------------- | ---------------------------- | ---------------------------- | ---------------------------- | ---------------------------- | ---------------------------- | ---------------------------- |
| 1.                           | Sandro Munari                | Mario Mannucci               | Lancia Stratos HF            | 3:24:50.5                    | 0.0                          |                              |
| 2.                           | Jacques Alméras              | Serge Mas                    | Porsche 911 Carrera 3.0      | 3:29:01.8                    | +4:11.3                      |                              |
| 3.                           | Dominique Thiry              | Jacques Henry                | Porsche 911 Carrera RS 2.7   | 3:32:35.6                    | +7:45.1                      |                              |
| 4.                           | Thierry Sabine               | Jean Delannoy                | Porsche 911 Carrera RS 2.7   | 3:33:18.4                    | +8:27.9                      |                              |
| 5.                           | Claude Haldi                 | Miloud Khalfi                | Porsche 911 Carrera RS 2.7   | 3:34:57.7                    | +10:07.2                     |                              |
| 6.                           | Jean Vinatier                | Jacques Jaubert              | De Tomaso Pantera            | 3:37:12.2                    | +12:21.7                     |                              |
| 7.                           | Gérard Dantan-Merlin         | Gérard Hugon                 | Porsche 911 Carrera RS 2.7   | 3:38:36.7                    | +13:46.2                     |                              |
| 8.                           | Guy Gentis                   | Bernard Poizat               | Porsche 911 Carrera RS 2.7   | 3:41:32.7                    | +16:42.2                     |                              |
| 9.                           | Noël Labaune                 | JL Maurin                    | Porsche 911 Carrera RS 2.7   | 3:44:03.5                    | +19:13.0                     |                              |
| 10.                          | Guy Chasseuil                | Christian Baron              | Ligier JS2                   | 3:46:12.5                    | +21:22.0                     |                              |